# Musica dello Zimbabwe
La musica dello Zimbabwe include una tradizione folk locale da cui sono derivati, attraverso la fusione con stili di origine straniera (sia africana che europea e nordamericana), diversi generi pop moderni.

## Musica tradizionale

### Strumenti tipici
Lo strumento più tipico della tradizione dello Zimbabwe è la mbira (nota anche come thumb piano, pianoforte a pollice). La mbira è un lamellofono costituita da una cassa di risonanza (in genere una zucca vuota) a cui sono fissate lamelle di metallo disposte in file per lunghezza crescente, che vengono pizzicate col pollice. La mbira è presente in diverse regioni dell'Africa, e ne esistono numerose varianti. La mbira tipica dello Zimbabwe è una delle varianti più complesse, e ha in genere 32 tasti (lamelle).
Nella tradizione dello Zimbabwe, la mbira veniva spesso suonata nelle cerimonie religiose, allo scopo di invocare gli spiriti. In epoca coloniale, la tradizione della mbira si è andata gradualmente estinguendo; lo strumento è però stato riscoperto a partire dagli anni sessanta, soprattutto in seguito allo sviluppo della world music. Fra i più celebri suonatori professionisti di mbira si possono citare Dumisani Maraire, Ephat Mujuru, Forward Kwenda, Stella Chiweshe, Chartwell Dutiro, Beauler Dyoko, Cosmas Magaya, Musekiwa Chingodza, Hakurotwi Mude, Chiwoniso Maraire e Tute Chigamba.

## Musica moderna

### La mbira nel pop
La scena pop dello Zimbabwe include diversi stili basati sulla mbira. Uno dei primi artisti a usare la mbira in un singolo pop è stato Nyika Musabayana Zimunya col suo Adzimai garaimwandichema (Gramma Records). Artisti come Chris Berry (leader del gruppo musicale Panjea) fondono nella loro musica elementi della musica tradizionale per mbira con altri di provenienza straniera (come hip hop e dancehall). Alcuni album dei Panjea hanno avuto grande successo commerciale, diventando album di platino in Zimbabwe e Mozambico. Altri gruppi musicali che basano il loro stile sulla mbira sono MbiraDzenharira, Maungira Enharira e Mbira Dzechirorodziva.

### Chimurenga
Il chimurenga è un genere musicale associato soprattutto al periodo della lotta per l'indipendenza. Principale esponente e fondatore del genere è stato Thomas Mapfumo (detto "il leone dello Zimbabwe"), che è anche probabilmente il musicista dello Zimbabwe più noto a livello internazionale. Il chimurenga si ispira alla tradizione della musica shona e della mbira, reinterpretata in chiave pop e ballabile e unita a testi politicamente impegnati, in lingua shona. Lo strumento principale è in genere la chitarra, ma usata in modo da riprodurre le frasi musicali tipiche della mbira. Oltre a Mapfumo, artisti che hanno realizzato opere riconducibili a questo genere sono per esempio Jonah Sithole e Robson Banda & the New Black Eagles.

### Jit
Il jit è un genere pop ballabile, fortemente basato sulla chitarra elettrica e su una veloce ritmica di batteria. Pu essendo spesso paragonato al beat internazionale (viene talvolta indicato, infatti, come "Harare beat"), il jit include elementi tipici della tradizione africana, come un uso della chitarra derivato dalla tradizione tanzaniana e da quella del chimurenga e bassi ispirati alla rumba congolese. Alcuni esponenti particolarmente noti del genere sono i New Black Eagles, i Chazezesa Challengers, i Four Brothers e i Bhundu Boys; questi ultimi hanno acquisito una certa visibilità internazionale nel mercato della world music, accompagnando diversi artisti stranieri, soprattutto britannici e statunitensi.

### Rhumbira
Benché la rumba sia stata introdotta in Africa soprattutto dagli artisti dell'odierna Repubblica Democratica del Congo, molti di essi lavorarono ad Harare, contribuendo così alla diffusione di questo stile nello Zimbabwe. La versione zimbabwese della rumba, in genere in lingua shona e con l'aggiunta della mbira come strumento ritmico, viene spesso indicata come rhumbira. La rhumbira ebbe il proprio periodo di massimo successo negli anni ottanta, ma ha ancora oggi un proprio mercato. Fra gli artisti di rumba/rhumbira dello Zimbabwe si possono ricordare Jonah Moyo & Devera Ngwena, Marxist Brothers, Simon Chimbetu e Leonard Zhakata.

### Sungura
Il principale genere di musica commerciale moderna dello Zimbabwe è chiamato sungura. Contiene elementi della tradizione rhumbira e jit (tra cui l'uso della chitarra elettrica e il ritmo molto veloce) uniti a melodie romantiche e influenze reggae. Fra i principali artisti del genere si possono ricordare James Chimombe ("il re del sungura"), John Chibadura, Leonard Dembo, Alick Macheso, Tongai Moyo, Somadhla Ndebele, Sungura Boys, Kasongo e Simon Chopper Chimbetu. 
Uno dei brani più celebri del genere è Chitekete di Leonard Dembo, che fu una hit internazionale a metà degli anni novanta, al punto di essere scelto come colonna sonora delle elezioni di Miss Universo del 1995.

### Jazz
Il Zimbabwean Jazz si è sviluppato a partire dagli anni cinquanta, soprattutto dalle regioni di etnia ndebele attorno a Bulawayo. Alcuni fra i primi esponenti del genere, come George Sibanda e Dorothy Masuka, ebbero una grande visibilità internazionale in Africa, influenzando artisti di altri paesi. August Musarurwa è noto per il brano Sikoniana, che fu interpretato da diversi grandi del jazz, incluso Louis Armstrong.

### Gospel
Come avviene in molti altri paesi africani, il gospel è un genere molto popolare in Zimbabwe. I primi successi gospel furono incisi negli anni ottanta da artisti come Jordan Chataika e Mechanic Manyeruke. Negli anni novanta la tradizione gospel zimbabwese è stata continuata da Jonathan Wutawunashe, Brian Sibalo, Mechanic Manyeruke, Charles Charamba e altri. Charamba è oggi l'artista gospel che registra i maggiori successi di vendite; il suo stile unisce al gospel elementi sungura.

### Urban grooves
Il genere urban grooves è un tipo di musica emersa in tempi molto recenti (anni 2000) e orientata al pubblico dei teenager. Si tratta di uno stile fortemente basato su hip hop e rap statunitensi, e per questo viene spesso accusato di essere lo specchio del declino dell'identità culturale e nazionale dello Zimbabwe. Fra i principali esponenti dell'urban grooves si possono citare Sanii Makhalima, Roy and Royce, David Chifunyise, Roqui, Leonard Mapfumo, Betty Makaya, Extra Large e Maskiri.

### Altri generi e artisti
La zona di Bulawayo, culla del jazz dello zimbabwe, è anche nota per aver dato i natali a diversi artisti di grande successo commerciale, spesso classificati nel genere ndebele pop, dal nome dell'etnia principale della zona. Fra questi si possono citare Lovemore Majaivana.
Tuku Mtukudzi è un musicista eclettico i cui lavori fondono una grande varietà di influenze musicali in uno stile che spesso viene identificato come "musica Tuku".
Un gruppo che ha esercitato una grande influenza sulla storia della musica pop dello Zimbabwe è la Harare Mambo Band, nelle cui file hanno militato numerosi artisti di rilievo del paese.